# 裏書
裏書（うらがき）とは、紙の裏に書かれた文字・文章のことである。法律用語としては、広義では署名に基づく有価証券上の行為一般を指す。狭義では約束手形、為替手形、小切手又は民法上の指図証券の権利を法定の方式によって他人に移転させる特有の債権譲渡方式である。裏書譲渡ともいう。裏書譲渡をした者を裏書人、裏書譲渡により手形等を受け取った者を被裏書人という。

## 一般用法
現在では、法律用語（後述）として使用される事が多いが、元来は、紙類などの裏側に文字や文章を書く事、あるいは書かれた文字・文章自体を指す言葉である。
派生用法として、後述の法律用語の他、以下のものがある。歴史文書の場合には、文書の標題を記した端裏書や表に書ききれなかった本文の続きを裏側に記す場合を例外とすれば、保証・証明・承認・指令などの法的効力を発生させるために権限者が記す場合が多い。
- 複数の紙を継ぎ接ぎして文書を書いた時に花押などの裏判とともに執筆者の名前や文書名を継目の裏側に記載した。継目裏書とも[2]。
- 中世日本において証文に書かれた内容の証明・承認、変更が行われた際の保証、裏封とも[3]。当該証文が謀書（偽文書）と発覚した場合の内容の否認のために奉行人などが文書の裏側にその事実を記載する場合もある[2]。
- 中世日本において、奉行人が訴訟当事者双方の主張を書いた問注勘状の裏側に判決内容を記載したもの[2]。
- 戦国時代の武家文書において、文書本体を包む封紙の裏側に差出人の苗字・官名を書いたもの（表側には名前を記す）。封紙裏書とも。なお、格式が高い人は裏書の記載を省略できた（裏書免除）[2][3]。
- 江戸時代に訴状（目安）の裏に出廷する日や、刑罰・命令などを記したもの。目安裏書とも[1][2]。
- 古美術品を鑑定した時に、その結果を裏側に記す事[1]。
- かつて日本において、巻物の裏に書く注釈の事[1]。
- 証明された物事を、別の側面から証明する事。裏付けとほぼ同義[1]。

## 法律用語

### 為替手形・約束手形
民法の債権譲渡であれば、債権がその同一性を失うことなく譲受人に移転することから抗弁もその債権に付着したまま承継されるので、譲受人に対してその抗弁を主張できるのが原則である（民法468条2項）しかし、裏書譲渡は、手形などの有価証券の流通の強化という経済的目的のため、手形譲受人に対して抗弁の主張が原則として制限されることになる（手形法17条等）。
この他、裏書譲渡では、民法上の即時取得制度（192条）類似の善意取得（16条2項）が認められている。
なお、約束手形に関しては手形法77条により為替手形の規定が包括的に準用される。

#### 裏書譲渡
方法
- 要件

単純なることを要すとされており、条件付の裏書や一部の裏書は無効である（手形法12条）。
- 方式

手形法13条に規定されている。裏書人の署名があれば足り、被裏書人を指定しなくても（白地式裏書）裏書の効力は発生する。
効力
- 権利移転効力（手形法14条）

債権譲渡である裏書の意思表示に基づく本体的効力である。
- 担保的効力（手形法15条）

裏書人として手形などに署名した者はその支払を担保する義務（遡求義務）を負う。この効力があるため、手形上の権利を取得することなく、手形債務を担保する目的のみで裏書を行う場合もある。裏書人の意思表示による効力であるのか、それとも取引安全の要請から法が特別に認めた効力であるのかについて解釈上争いがある。
- 資格授与的効力（手形法16条1項）

#### 譲渡裏書以外の各種の裏書
- 取立委任裏書（手形法18条）

「回収ノ為」「取立ノ為」などの文言を付された裏書。裏書人が自己の代わりに被裏書人に手形債務者への取立てをする権限を与える目的で行う。この場合、被裏書人（所持人）は裏書人と同じ手形より生ずる一切の権限を有する（1項）。手形債務者は、所持人に対して裏書人に主張しうる人的抗弁を主張することができるが、所持人（被裏書人）に対して主張しうる人的抗弁は主張できない（2項）。
文言を付さずに取立目的で通常の裏書がされることもあり、その場合の裏書を隠れた取立委任裏書という。
- 質入裏書（手形法19条）

「担保ノ為」「質入ノ為」などの文言が付された裏書。裏書人が被裏書人に対して、手形を担保に供する目的で行う。
- 期限後裏書（手形法20条、77条1号）

満期を過ぎて、正確には支払拒絶証書の作成後又は支払拒絶証書作成期間経過後になされた裏書。手形は満期に支払を受けることが前提になっているため、満期後は本来流通を予定しておらず、特別な保護を与える必要が無いことから、期限後裏書は指名債権の譲渡の効果しか有さない（20条1項）とされる。
- 保証裏書（手形法30条、31条）

手形上の債権の支払の全部又は一部を担保する裏書のこと。手形面上の単なる署名は保証とみなされる（手形法31条3項）。
- 戻裏書

既に裏書人として署名をした者を被裏書人として裏書譲渡がなされること。
民法上の混同（520条）の例外として認められるものである。
この場合、手形が第三者に裏書譲渡された場合は人的抗弁の切断があるが、もともと人的抗弁を主張されうる者が戻裏書により手形を再取得したとき、一旦切断されたはずの人的抗弁の主張を認めるのかが問題になる。通説は、人的抗弁はその人に付着するものであるとする属人性の理論（属人性説とは異なるので注意）によりこの問題を解決する。

### 小切手
小切手法14条から24条を参照。

### 航空券
すでに発券された航空券について、発券を行った航空会社から別の航空会社に変更する際、発券航空会社の承認を受ける手続きを指す。「裏書不可」(Non-Endorsable…NONENDと略されることが多い) とあれば、他社への変更ができないことを示す（主に、格安航空券など割引された航空券に書かれていることが多い）。
日本の国内線では、2018年10月27日をもって、JALグループとANAグループとの間での裏書きの取り扱いを終了した。

### 貿易における有価証券の裏書譲渡

#### 船荷証券における裏書譲渡
船荷証券（B/L）においては、証券面上のConsignee（荷受人）が当該船積貨物の権利を有するが、貨物の権利書としての性格も有する有価証券であるため、裏書譲渡が一般的に行われている。
Consigneeが輸入者・L/C発行銀行等の場合（Straight B/L）
輸出者は裏書不要。Consigneeが乙仲に作業依頼する場合や、転売する場合は裏書することで譲渡可能。
Consigneeが 'TO ORDER' 若しくは 'TO ORDER OF SHIPPER'の場合
Shipper(荷主)欄に記載されている荷送人（輸出者）が裏書することで譲渡性が発生する。
Consigneeが'TO ORDER OF ○○'の場合
意味合いとしては「○○の指示による。」○○の裏書によって流通性が出てくる。信用状発行銀行が○○に表記されることが多い。
尚、有価証券ではない貨物引換証（WAYBILLやAIR WAYBILL）は裏書譲渡不能のため、Consignee欄に'TO ORDER'ないし'TO ORDER OF ○○'の表記は原則として出来ない。

#### 保険証券における裏書譲渡
海上保険・航空保険においては、保険証券上のAssured（被保険者）の権利（保険求償権）を裏書によって譲渡する、という形式になる。通常、Assured欄は、保険を付保した輸出者が記載されているため、裏書が必要になる。

#### 白地裏書と指図式裏書
白地裏書 (Blank Endorsement)
証券の裏面に荷送人(Shipper)または指定された権利者が、次の受取人を指名しないで、自己の署名のみを行う事（譲渡先を特定しない）。
指図式裏書 (Endorsed to order of....)
権利の譲渡先（受取人）を指名する方式。裏書上部にTo order of...とタイプすることでカバーされる。